# 台湾新報
台湾新報（たいわんしんぽう）は、日本統治時代の台湾において発行されていた新聞。1896年（明治29年）に創刊された第一次『台湾新報』と、1944年（昭和19年）に創刊された第二次『台湾新報』が存在する。前者は1898年に『台湾日報』と合併し『台湾日日新報』となる。

## 『台湾新報』の発行までの経緯

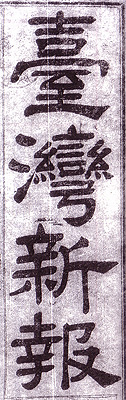
第一次『台湾新報』の題字

1894年（光緒20年・明治27年）から1895年（光緒21年・明治28年）まで続いた日清戦争の結果、日清講和条約いわゆる下関条約の結果、1895年（明治28年）に日本は台湾を領有した。台湾島内では抗日武闘闘争が続き、台湾総督は武力で鎮圧したが、台湾経営には武力による鎮圧のみでは不十分で、人心掌握のためにも台湾総督府の意思の伝達手段が必要であった。。
しかし、当時の総督府の財政状況からみると、総督府独自の広報を発行し、台湾全島に配布することは非常に厳しかった。ちょうどそのとき初代台湾総督樺山資紀と同郷（薩摩）の民間人山下秀実が『台湾新報』へ総督府令を掲載することを出願してきた。総督府民政局は、経費削減と情報伝達の必要とを勘案して、山下に新聞発行を委任した。その後、『台湾新報』は在台日本人のみならず、台湾人に対する「上意下達の一方法」として、総督府広報の代替手段として位置づけられた。

## 『台湾日報』との合併と『台湾日日新報』
その後、第2代台湾総督桂太郎の就任直後、1896年（明治29年）6月から8月にかけて台中県雲林で、日本陸軍による地元住民の虐殺事件（雲林虐殺事件）が発生し、総督府は欧米諸国への情報発信の不足を痛感することになった。そこで、「台湾における施政上の機関として完全なる日刊新聞を発行を致すべき必要有り」として、桂と同郷（長州）の民間人河村隆実に新聞発行が依頼された。この結果『台湾日報』が発行された。このようにして、二紙が並立することになったのだが、両紙には違いがあった。。先行の『台湾新報』の記事は、総督府の意見を代弁し、その政策を擁護する特徴があった。これに対し後行の『台湾日報』は、前述した発行の沿革からして総督府の資金援助をうけるものの、在台民間日本人の意見を掲載するという姿勢をとっていた。
しかし、やがて薩摩・長州の派閥争いもあり、両紙の競争関係が激しくなり、ときに記者同士の乱闘も起こるようになった。
このような状況の下、第4代台湾総督児玉源太郎下で民政長官を務めた後藤新平（いわゆる「児玉・後藤政治」）は、上意下達および官民意思疎通の手段の整備が急務と感じ、両紙の過剰な競合を解決しようとした。後藤は、旧知の守屋善兵衛に指示し、両紙の買収をさせた。その結果、1898年（明治31年）5月『台湾日日新報』が発行されることになり、『台湾新報』ならびに『台湾日報』はこれに吸収された。

## 第二次『台湾新報』の成立

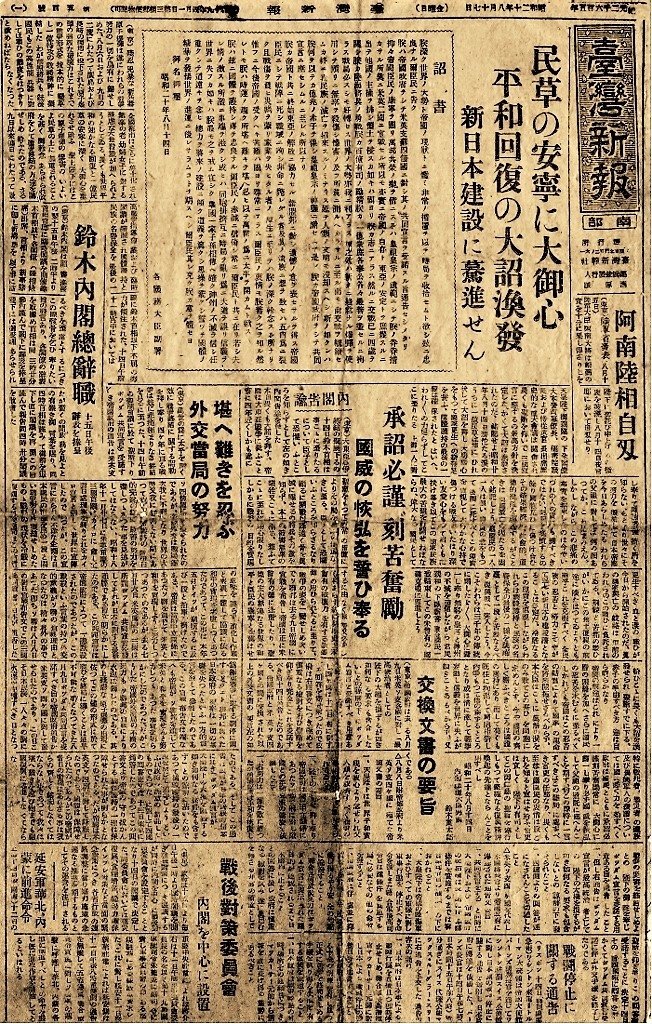
終戦の詔書を掲載した『台湾新報』（1945年8月17日付紙面）

その後、『台湾日日新報』は、日本統治下の台湾において最大でかつ最も長続きした新聞となった。しかし、太平洋戦争の激化に伴う戦時報道統制により、1944年（昭和19年）4月1日に総督府がこの当時の他の主要日刊紙である『興南新聞』（本社・台北）、『台湾新聞』（同・台中）、『台湾日報』（同・台南）（1937年『台南新報』から改題されたもの。前述『台湾日報』とは別）、『高雄新報』（同・高雄）、『東台湾新聞』（同・花蓮港）の5紙と統合させ、『台湾新報』（第二次）とした。この『台湾新報』（新）は、戦時下の厳しい紙事情にかかわらず、発行部数16万7000部であった。太平洋戦争での日本の敗戦後に『台湾新報』（第二次）は国民政府により接収され、『台湾新生報』と改称された。

## 社主・山下秀実

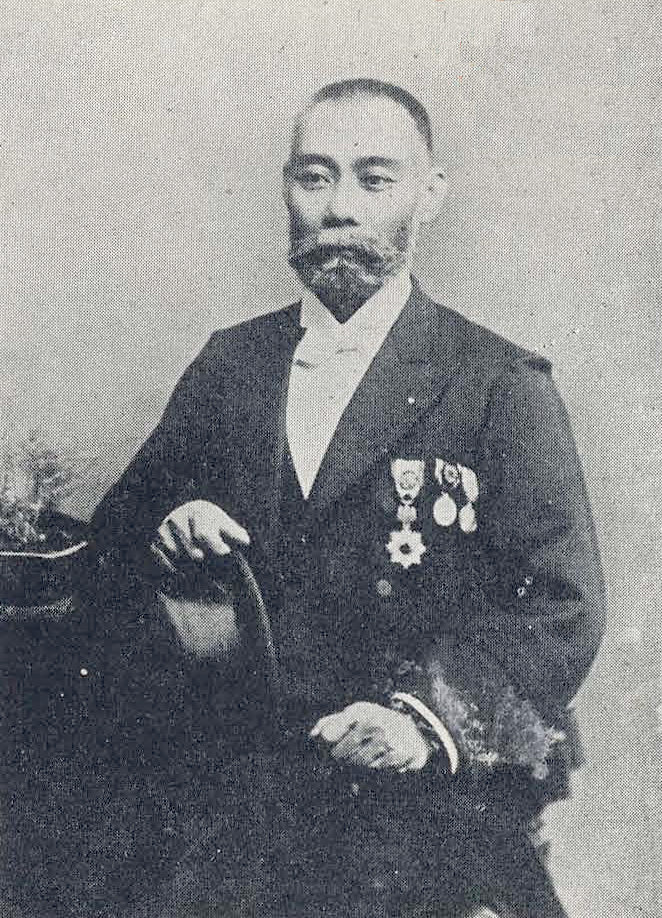
山下秀実

山下秀実（1847-1930）は日本統治時代の台湾で活躍した実業家。鹿児島藩士・山下半右衞門の長男として生まれ、軍籍を経て、熊本、大阪、静岡などの各県警察部長を務めたのち、官を辞して1895年に日本統治下となった台湾に渡り、1896年に台湾新報の社長となる。同社は台北市の北門通り（北門街）にあり、隣に山下の自宅があった。同社が台湾日報と合併して台湾日日となって以降は、郵便や国庫金の逓送、苦力供給などを業務とする駅伝社を大倉喜八郎や賀田金三郎らと設立して社長を務めるなど台湾財界の大立者となった。1899年には賀田らとともに台湾貯蓄銀行を設立、1910年には、松方正熊、松岡富雄らと帝国製糖を設立して初代社長に就任、同年台湾商工会の初代会長に就任した。台湾商工銀行、亜鉛電解工業、大正製薬、日本電気興業などの重役も務めた。